# Little Hands
Little Hands è un cortometraggio muto del 1912 diretto da Étienne Arnaud. Il ruolo della nonna è sostenuto da Julia Stuart, un'attrice di origine inglese di 45 anni. Il film è l'unica apparizione cinematografica per Master Alvarez.

## Produzione
Il film fu prodotto dalla Eclair American.

## Distribuzione
Distribuito dalla Universal Film Manufacturing Company, il film uscì nelle sale cinematografiche USA il 9 aprile 1912.